# Юрт аф Урнес, Барбро
Барбро Юрт аф Урнес (швед. Barbro Hiort af Ornäs; 28 августа 1921 — 28 ноября 2015) — шведская актриса.
Родилась в Гётеборге, Швеция. В 1958 году на Международном Каннском кинофестивале, вместе с Биби Андерссон, Эвой Дальбек и Ингрид Тулин, актриса удостаивается премии за лучшее исполнение женской роли в фильме «На пороге жизни».
Умерла 28 ноября 2015 года, в возрасте 94 лет.

## Избранная фильмография
- 1950 — Пока город спит
- 1953 — Варавва
- 1955 — / Das Fräulein von Scuderi
- 1958 — На пороге жизни
- 1964 — Обо всех этих женщинах
- 1968 — Стыд
- 1969 — Страсть
- 1971 — Прикосновение
- 1973 — Сцены из супружеской жизни
- 1991 — / Den ofrivillige golfaren